# Benetton (firma)
Benetton Group S.p.A je oděvní firma a globální módní značka sídlící v Trevisu v Itálii. Společnost má přes 6200 prodejen ve 120 zemích světa. Vydělá ročně přes 2 miliardy EUR a dělí se na tyto složky:
- United Colors of Benetton, zkráceně také UCB – nejznámější část, oblečení pro dospělé
- Undercolors of Benetton – spodní prádlo
- UCB Kids – oblečení pro děti

V roce 1974 se členem společnosti stala i francouzská značka Sisley (elegantní a ležérní móda), později také Playlife (sportovní oblečení) a Killer Loop (mladistvá móda).

## Historie
Luciano Benetton založil firmu United Colors of Benetton (Spojené barvy Benettonu) v roce 1965 v italském městě Treviso.
Firmu Luciano založil se svými sourozenci. Předsedou a šéfem se stal nejstarší z nich – sám Luciano (* 1935). Jeho sestra Guiliana (* 1937) měla na starosti návrhy, bratr Gilberto (* 1941) vedl administrativu a finance a čtvrtý sourozenec Carlo (* 1943) řídil výrobu. V následujících letech se firma rozrůstala. V roce 1969 byl otevřen první butik na Rue Bonaparte v Paříži s výběrem celého tuctu různých svetříků až v padesáti barevných odstínech.
Pak se firma začala rovněž orientovat na kosmetické produkty, například v roce 1986 firma začala vyrábět vlastní parfémem Colors.[zdroj?] V roce 1992 se Luciano Benetton pustil do vydávání mezinárodního magazínu v angličtině a francouzštině s názvem Colors.
Podle studie Yaleovy univerzity, která analyzuje odchod zahraničních společností z ruského trhu, obdržela skupina Benetton nejhorší hodnocení „F“, což naznačuje, že společnost neudělala žádné kroky k opuštění ruského trhu a pokračuje v tamních operacích „business as usual“. Mezitím nadace Changing Markets našla důkazy, že skupina Benetton používá ruskou ropu pro své polyesterové produkty a je jedinou vyšetřovanou společností, která dělá obojí: používá ruskou ropu pro své produkty a stále působí na ruském trhu.

## Citáty
"Jsem snad radikální? Myslím, že tak trochu ano. Věřím, že je to jediný způsob, jak obstát ve své roli – tedy být příkladem. Prorážel jsem cestu tím, že jsem nutil lidi, aby si uvědomili, že každý z nich se musí podílet na řešení problémů" Luciano Benetton
"Nikdy se nesmíte vzdát nejvyšších nároků na kvalitu," říká Alessandro Benetton (* 1964), Lucianův syn a jeho nástupce, jenž získal nejvyšší vzdělání na Bostonské univerzitě a na Harvardu, a dodává: "Jsme úspěšní díky produktům. Kdybychom se jen o kousek odchýlili od standardu a přístupných cen pro mladé, pak bychom se vystavili riziku, že naši zákazníci budou nespokojení. Ale i nadále uděláme vše pro to, abychom úroveň společnosti United Colors of Benetton stále zlepšovali".

## Galerie

Benetton
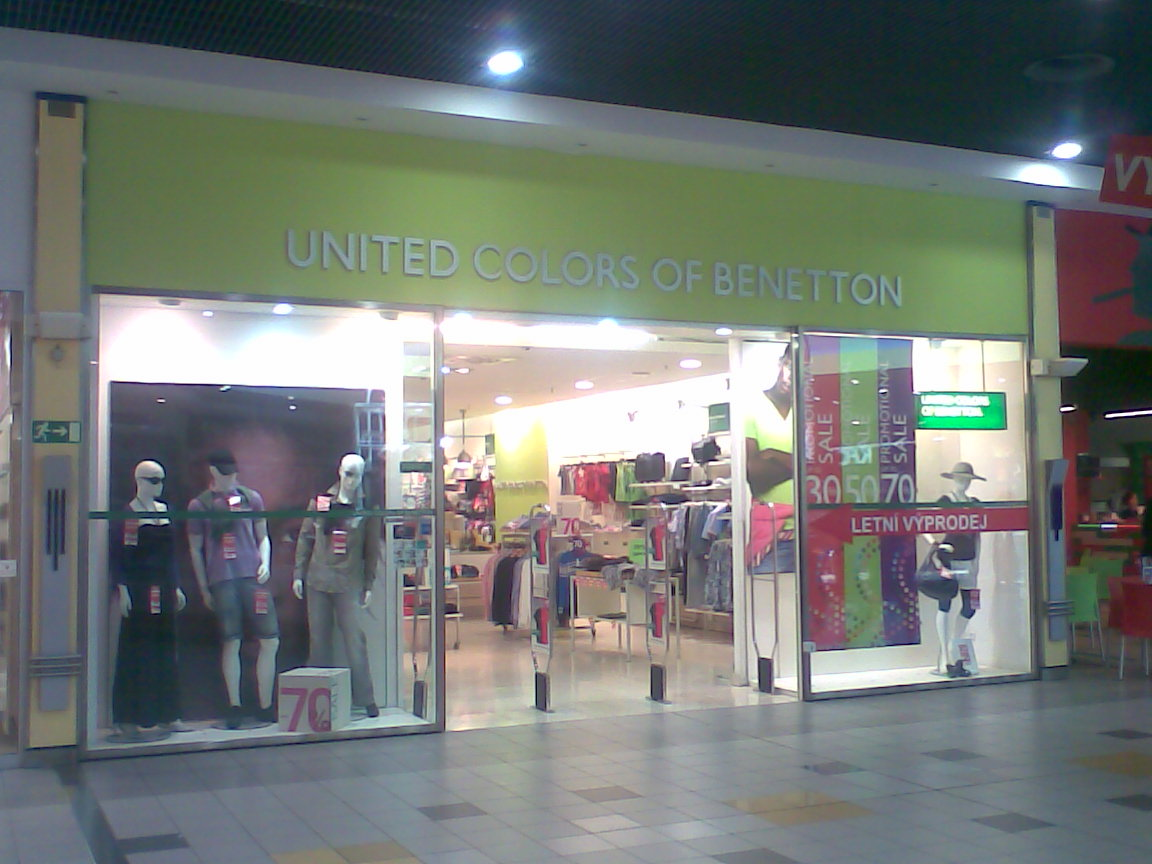
Prodejna v Ostravě
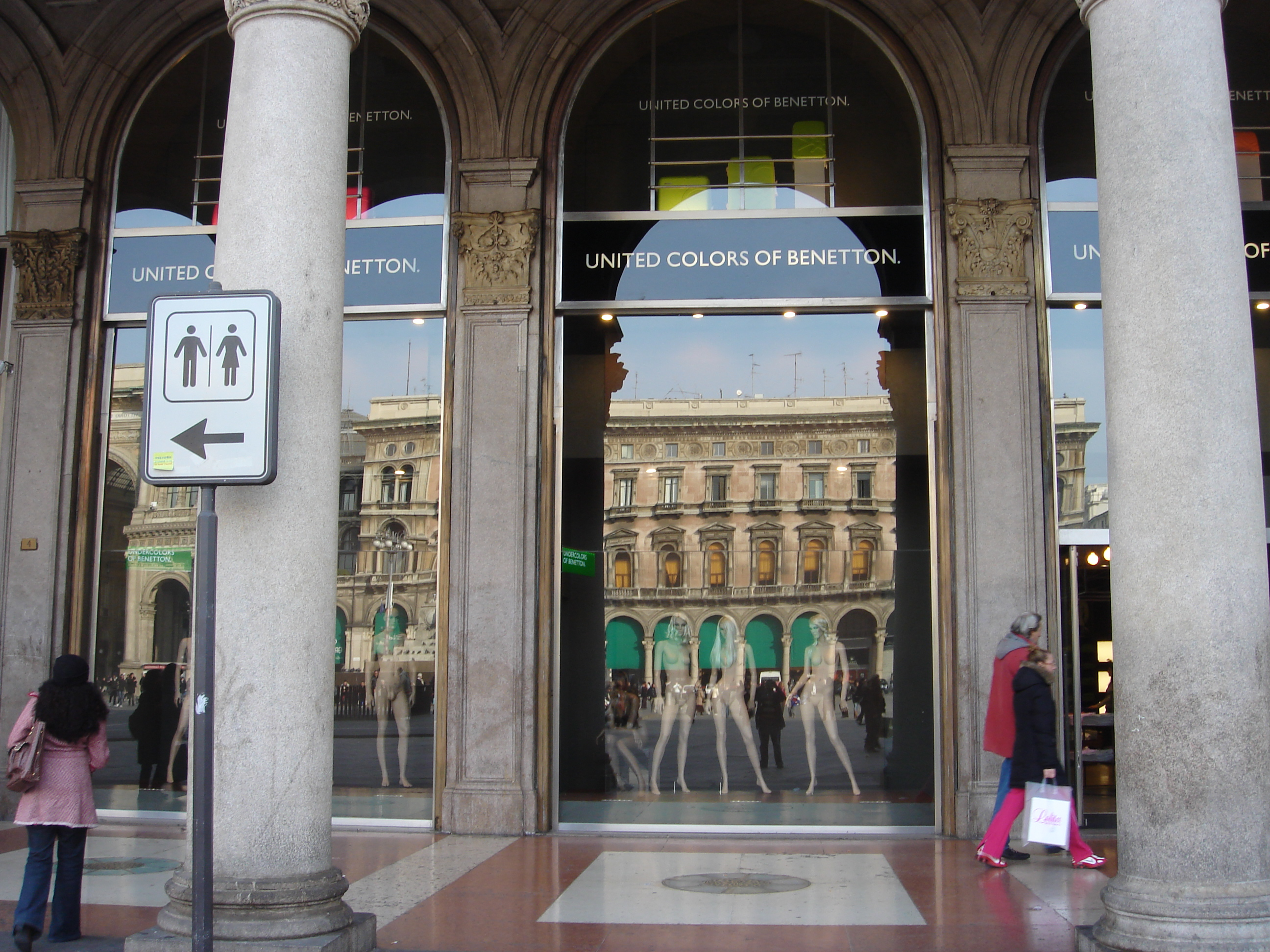
Prodejna v Miláně
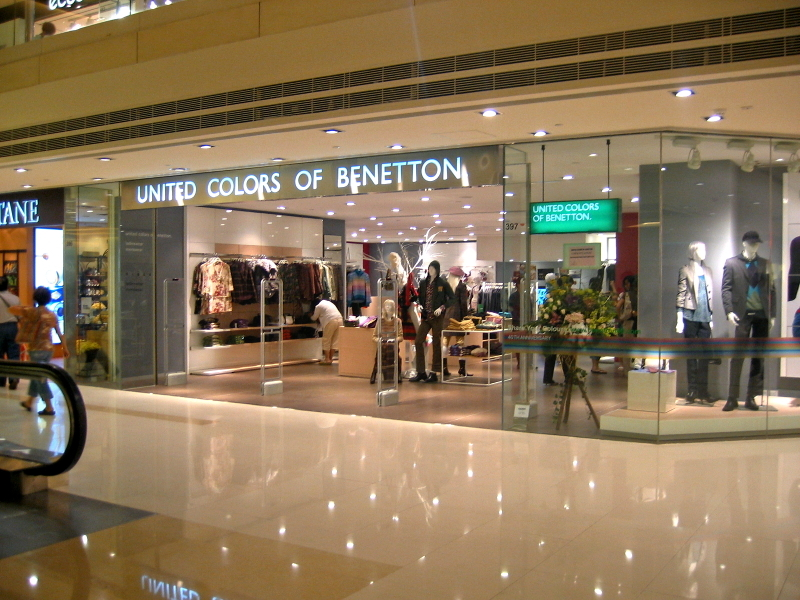
Prodejna na Town plaza
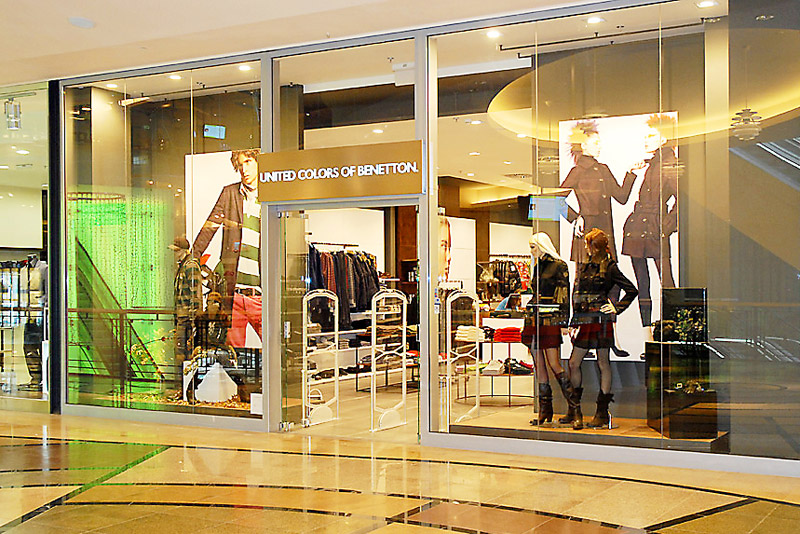
Prodejna v OD Palladium, Praha
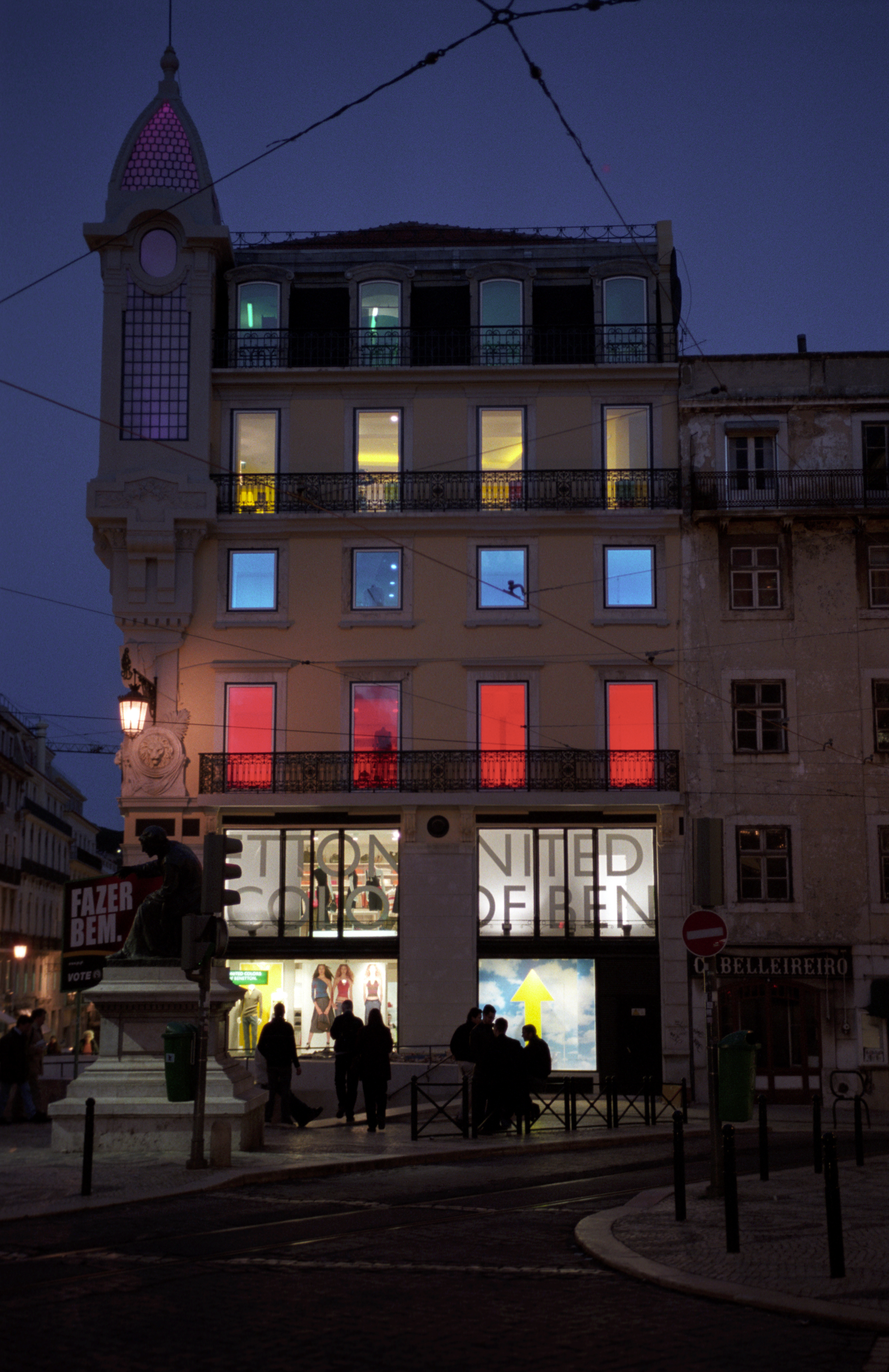
Prodejna v Lisabonu
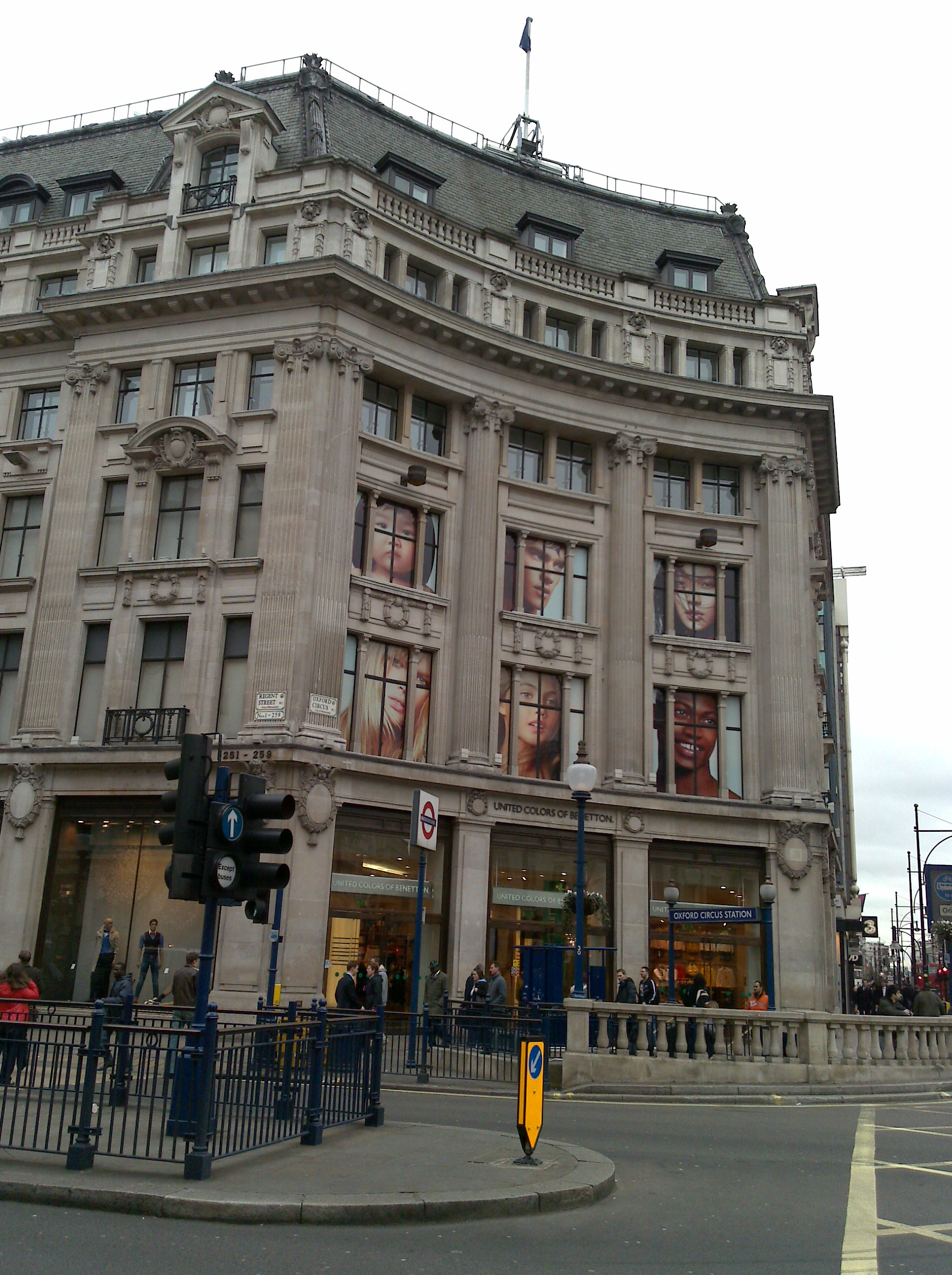
Prodejna v Londýně
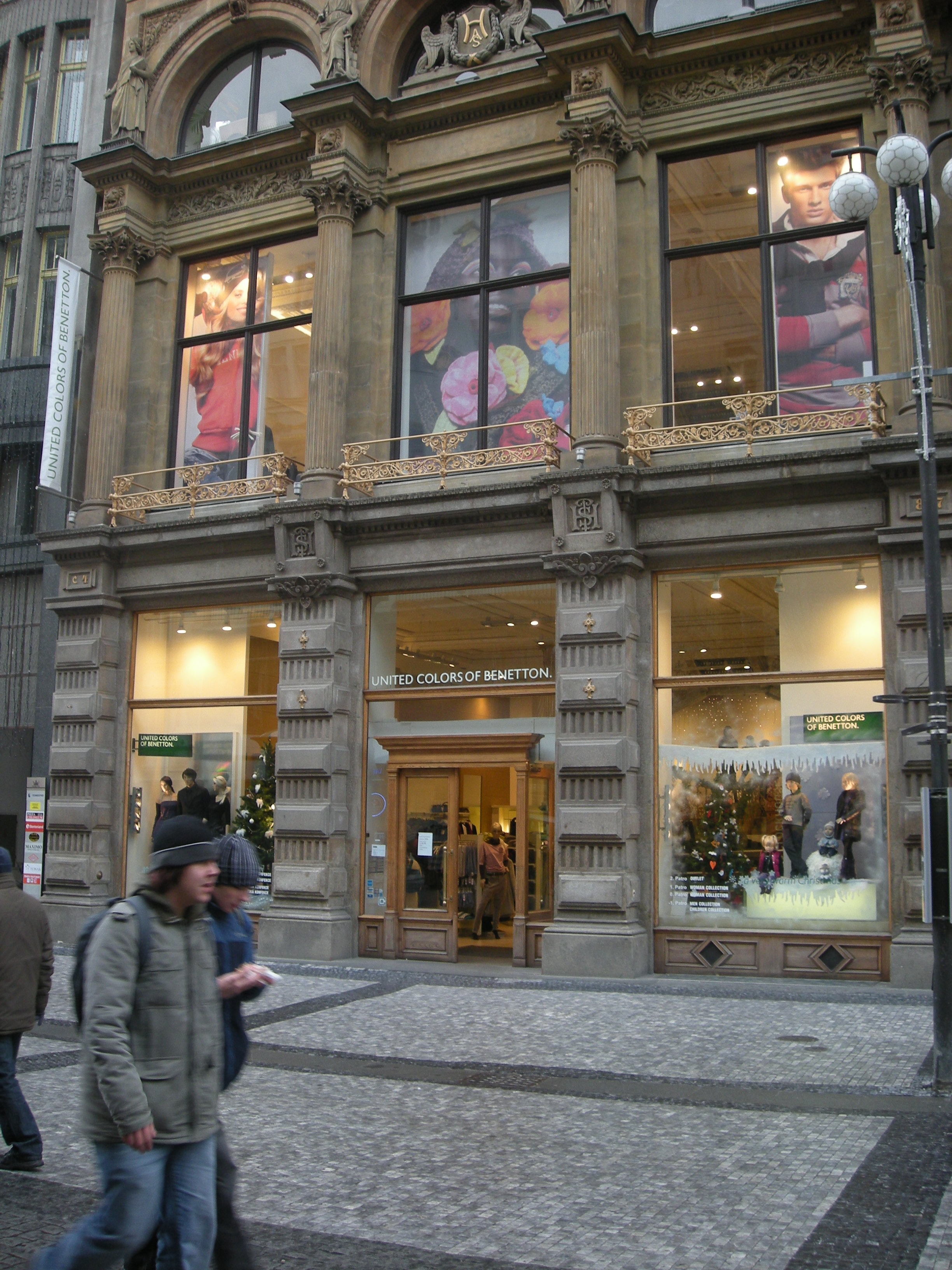
Prodejna v Praze
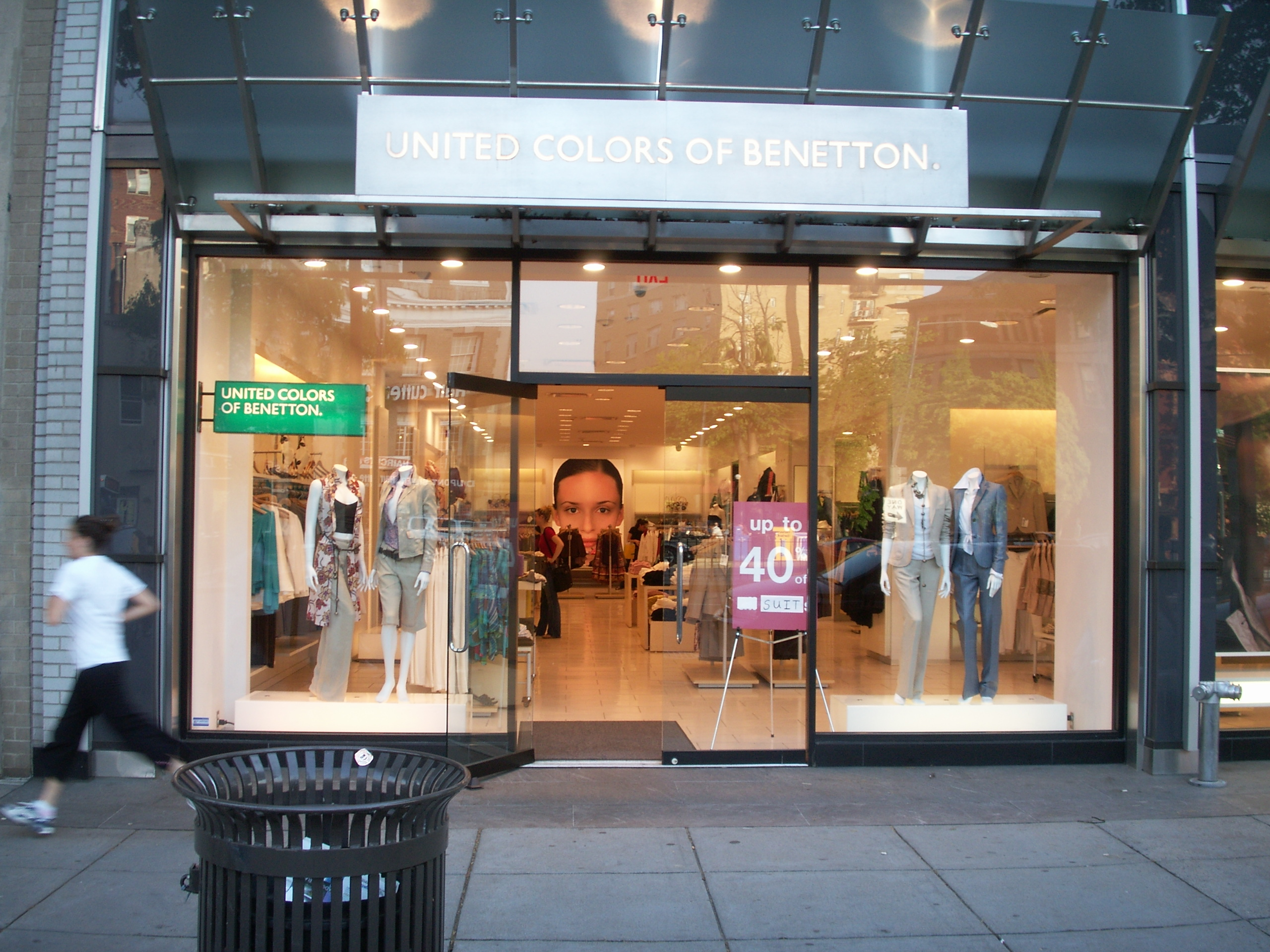
Prodejna ve Washingtonu
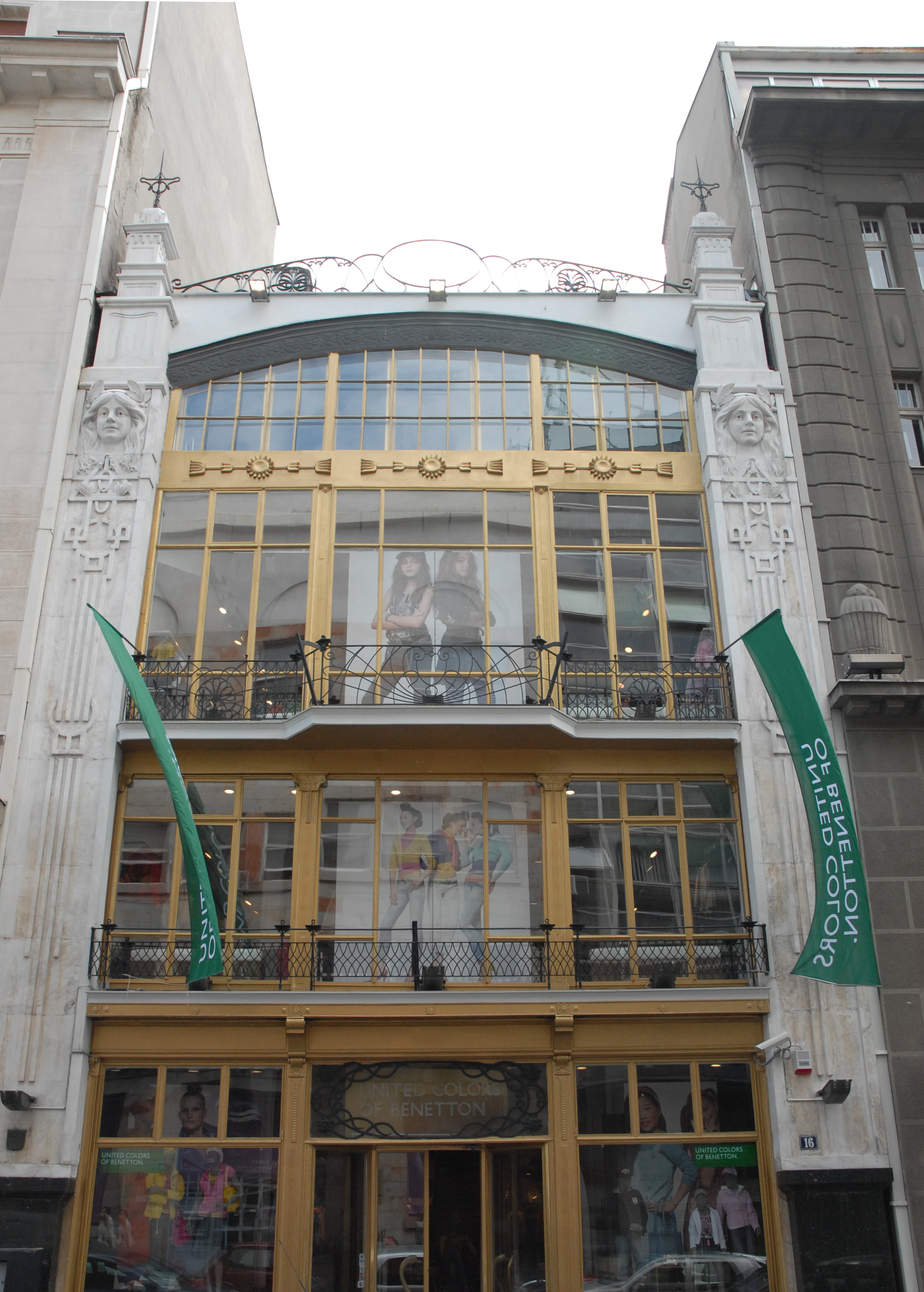
Prodejna v Bělehradě